# Cordillera Argentina
La cordillera Argentina es una cadena montañosa de picos rocosos y acantilados, de 68 kilómetros de largo, que se encuentra a 56 kilómetros al este de la parte norte de la cordillera Forrestal en la parte noreste de las montañas Pensacola de la Antártida. Fue descubierta y fotografiada el 13 de enero de 1956 en el curso de un vuelo transcontinental sin escalas de la Armada de los Estados Unidos desde el estrecho de McMurdo hacia el mar de Weddell.
Fue nombrada por el Comité Consultivo sobre Nomenclatura Antártica de Estados Unidos en referencia a la República Argentina, que durante muchos años desde 1955 tuvo presencia en la barrera de hielo Filchner-Ronne con la base Belgrano I y la estación científica Ellsworth. La totalidad de las montañas Pensacola fueron cartografiadas por el Servicio Geológico de los Estados Unidos entre 1967 y 1968 a partir de estudios terrestres y de fotografías aéreas tomadas en 1965 por la Armada estadounidense.
Su mayor elevación es el pico Santa Fe o monte Spann con 925 metros de altitud.

## Composición
- Colinas Schneider:

- Acantilado Lisignoli
- Acantilado Pujato
- Acantilado Ruthven
- Acantilado Sosa

- Colinas Panzarini:

- Nunatak Arcondo o San Fernando
- Nunatak Giró o Paraná
- Nunatak Mendoza
- Nunatak Pergamino o monte Ferrara
- Nunatak Suárez o San Juan
- Nunatak Vaca o Sara
- Pico Santa Fe o monte Spann
- Roca Areta o Nunatak Puerto Belgrano

### Otros
- Blackwall Ice Stream
- Glaciar Recovery
- Glaciar San Martín
- Glaciar Support Force (en Argentina, glaciares Les Eclaireurs y Punta Ninfas)
- Nunataks Entre Ríos o Whichaway

## Reclamaciones territoriales
Argentina incluye al área en el departamento Antártida Argentina dentro de la provincia de Tierra del Fuego, Antártida e Islas del Atlántico Sur; y para el Reino Unido integra el Territorio Antártico Británico. Las tres reclamaciones están sujetas a las disposiciones del Tratado Antártico.